# Jorge Medina Estévez
Jorge Arturo Agustín Medina Estévez (Santiago, 23 de diciembre de 1926-Santiago, 3 de octubre de 2021) fue un cardenal de la Iglesia y arzobispo chileno. Fue prefecto emérito de la Congregación para el Culto Divino y la Disciplina de los Sacramentos.

## Biografía
Jorge Arturo Agustín nació el 23 de diciembre de 1926, en Santiago, capital de Chile. Fue hijo de Jorge Medina Valderrama y de Sara Estévez Vives. 
Realizó sus estudios primarios y secundarios en el Liceo Alemán de Santiago. Antes de ingresar al seminario asistió a la facultad de derecho de la Pontificia Universidad Católica de Chile. Obtuvo el bachillerato en artes y biología.

### Sacerdocio
Fue ordenado sacerdote el 12 de junio de 1954. Estudió Filosofía en el Seminario Pontificio de Santiago y Teología en la Pontificia Universidad Católica de Chile. Fue Doctor en Teología y en Derecho Canónico. Se desempeñó como profesor y decano de la Facultad de Teología de la Universidad Católica. Durante largo tiempo, fue Canónico Penitenciario de la Catedral Metropolitana de Santiago y, por algunos años, juez del Tribunal Eclesiástico de Santiago.

### Santa Sede
En 1992, el papa Juan Pablo II lo llamó a trabajar en la Curia Romana encomendándole participar en la redacción del nuevo Catecismo de la Iglesia Católica. También participó en la Constitución Eclessia durante el Concilio Vaticano II.
Ha sido consultor de la Pontificia Comisión para la Interpretación del Código de Derecho Canónico y del Pontificio Consejo de la Familia.

### Pro-Gran Canciller de la PUC
En 1974, asumió como Pro-Gran Canciller de la Pontificia Universidad Católica de Chile, en reemplazo del cardenal Raúl Silva Henríquez, arzobispo de Santiago de Chile, a quien le correspondía por derecho el cargo de Gran Canciller. Medina por entonces era solamente "prelado doméstico de Su Santidad" lo que le permitía ostentar el cargo de Monseñor, mas, aún no era Obispo. Asumió este cargo a pedido del rector delegado por la dictadura militar de Augusto Pinochet para la Universidad Católica, vicealmirante Jorge Swett Madge. Por ello eligieron para el cargo a un dignatario que fuera afín a los militares, desplazando a Silva Henríquez quien fue el que, paradójicamente, promovió la carrera eclesiástica de Medina nombrándolo su perito asistente en el Concilio Vaticano II, lo que con el tiempo conduciría a Medina a alcanzar el título de Monseñor. Cesó en su cargo solamente en 1983, cuando Silva Henríquez renunció a su cargo de arzobispo de Santiago, al cumplir la edad límite de 75 años para ejercer el puesto. A partir de entonces, el nuevo arzobispo, cardenal Juan Francisco Fresno, asumió como Gran Canciller en propiedad de su título.

## Episcopado

### Obispo de Rancagua
Su carrera en la Curia se inicia formalmente el 11 de noviembre de 1985, cuando el papa Juan Pablo II lo designa obispo auxiliar de la Diócesis de Rancagua (Chile) y simultáneamente obispo titular de Thibilis (Announa, Argelia). De manos de Juan Pablo II recibe la Ordenación Episcopal en enero de 1986 en la Basílica de San Pedro de la Ciudad del Vaticano. El 25 de noviembre de 1987, a los 60 años, es nombrado titular de la Diócesis de Rancagua.

### Obispo de Valparaíso
Seis años más tarde, el 16 de abril de 1993, Juan Pablo II lo nombró obispo de Valparaíso. Su lema episcopal fue: «Es necesario que Él crezca y yo disminuya». Por decisión papal, Monseñor Medina se desempeñó como secretario de la IV Conferencia General del Episcopado Latinoamericano (Santo Domingo, 1992).[cita requerida]
Renunció a la Diócesis de Valparaíso el 21 de junio de 1996, para asumir las nuevas funciones que se le confiaran como Pro-Prefecto de la Congregación para el Culto Divino y la Disciplina de los Sacramentos.[cita requerida]

### Cardenalato
Dos años después (el 23 de febrero de 1998), coincidiendo con la distinción de Medina como cardenal de la Iglesia, sería elevado al cargo de prefecto de esa congregación (asignándosele además el título de cardenal diácono de San Saba, en Roma, Italia). A comienzos de diciembre de 2002 el cardenal presentó su renuncia al cargo por haber cumplido 75 años, edad máxima que estipula la Constitución Apostólica Pastor Bonus para cargos en la Santa Sede. En enero del mismo año el papa Juan Pablo II anunció que no aceptaba la renuncia del cardenal, ratificándolo en el cargo. En ese papel siguió en funciones hasta el 1 de octubre de 2002. Medina es el quinto sacerdote chileno en ser nombrado Cardenal.

### Cardenal protodiácono
El cardenal Medina fue designado protodiácono, el 24 de febrero de 2005. El cardenal protodiácono, conforme al Código de Derecho Canónico, es quien anuncia al pueblo el nombre del nuevo sumo pontífice elegido, enviste a los obispos y vicarios en la Diócesis de Roma a nombre de Su Santidad, e incluso es quien impone el palio y el anillo del Pescador al sumo pontífice en la Misa de entronización, considerando que el papa es a su vez obispo metropolitano de la Diócesis de Roma.

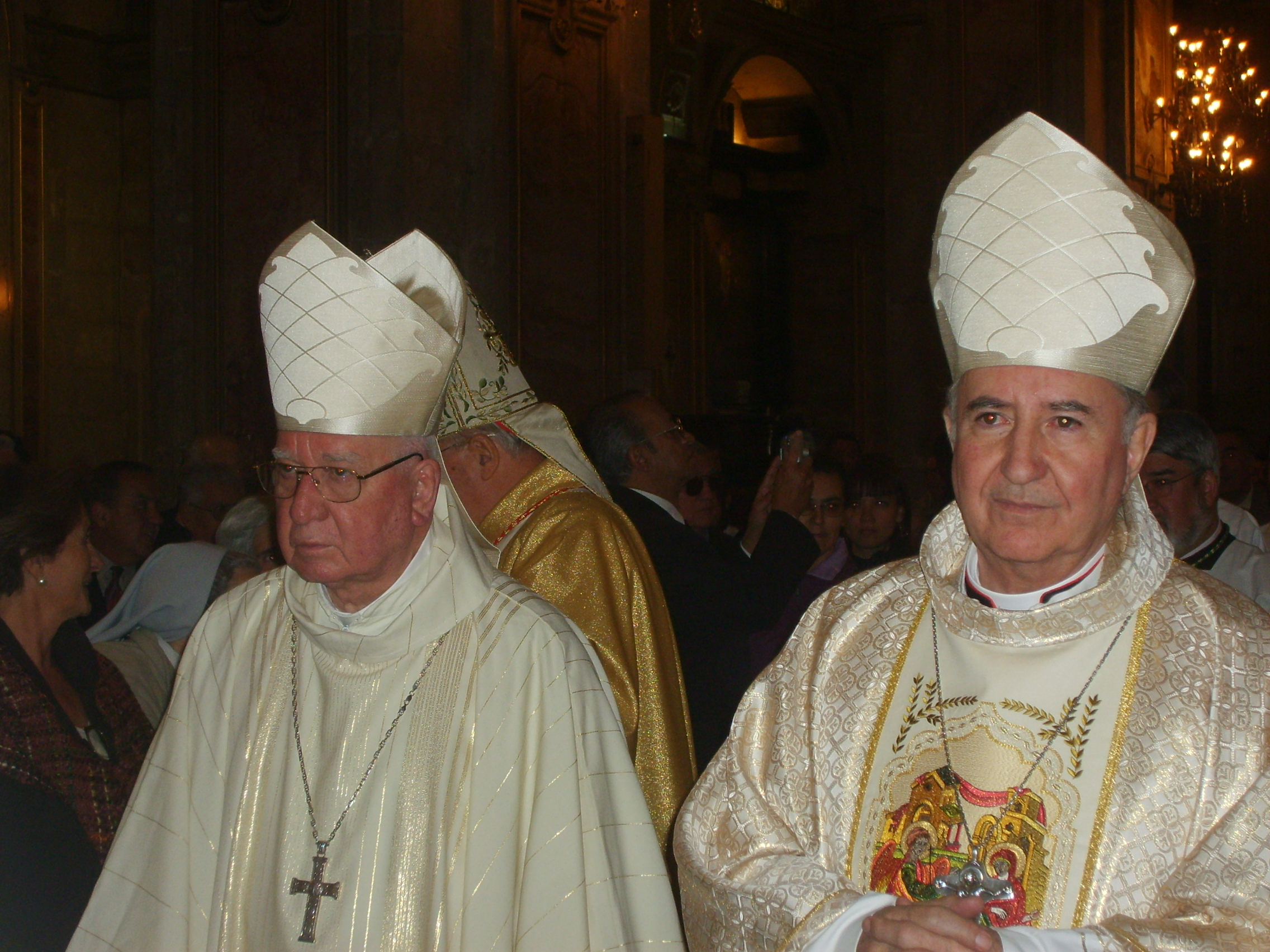
Medina (a la izquierda) y Francisco Javier Errázuriz Ossa en 2007.

Prefecto emérito de la Congregación para el Culto Divino y la Disciplina de los Sacramentos, Medina además fue miembro de las congregaciones para el Clero, para los Obispos y para la Doctrina de la Fe, y de los pontificios consejos para la Familia y para los Textos Legislativos, así como de la Pontificia Comisión «Ecclesia Dei» para el diálogo con los tradicionalistas, especialmente la FSSPX.
El 3 de marzo de 2008, en consistorio ordinario público celebrado en Roma a petición del cardenal Medina Estévez, la diaconía de San Saba ha sido elevada "pro hac vice" a título presbiteral y asignada al mismo cardenal, por lo que su cardenalato se cambió titularmente de diaconado a presbiteral. Las diaconías suelen estar ocupadas por cardenales de la Curia Romana. No se puede pertenecer a este Orden durante más de diez años. De ahí que aquellos que superan este tiempo o bien son promovidos al Orden cardenalicio de los obispos o de los presbíteros o su título de diaconía es elevado pro hac vice —a título personal y por esta razón— a título presbiteral, que cuando quede vacante volverá a ser diaconía simple.

### Habemus Papam, Cardinalem Ratzinger
En su condición de Cardenal Protodiácono del Colegio cardenalicio, le correspondió a Medina anunciar al mundo, Habemus Papam, la elección del papa Benedicto XVI el 19 de abril de 2005, siendo el primer cardenal americano en dar el anuncio. Es más, hizo gala de su condición de políglota saludando a los miles de fieles congregados en la Plaza de San Pedro y a los millones que seguían la transmisión televisiva en todo el mundo, por primera vez en la historia, en cinco idiomas (italiano, español, francés, alemán e inglés respectivamente), marcando su sello personal en el tradicional y simbólico rito romano.
Así, saliendo al balcón principal de la basílica de San Pedro, anunció a Su Santidad Benedicto XVI, saludando a los fieles:
"Fratelli e sorelle carissimi." (italiano)
"Queridísimos hermanos y hermanas." (español)
"Bien chers frères et sœurs." (francés)
"Liebe Brüder und Schwestern." (alemán)
"Dear brothers and sisters." (inglés)
Luego procedió a dar lectura a la fórmula oficial en latín:
Annuntio vobis gaudium magnum: Habemus Papam!
Eminentissimum ac Reverendissimum Dominum,
Dominum Iosephum
Sanctæ Romanæ Ecclesiæ Cardinalem Ratzinger
qui sibi nomen imposuit Benedicti XVI.

## Últimos años
Después de cesar en su cargo de Protodiácono de la Iglesia, y tras haber cumplido 80 años de edad (límite para votar en un cónclave), el cardenal Medina regresó a Chile, radicándose en la ciudad de Santiago, donde continuó escribiendo artículos y publicaciones sobre temas de teología y doctrina católica, además de dictar charlas, conferencias y cursos. En sus últimos años se desempeñó como capellán auxiliar en la parroquia La Transfiguración del Señor, vecina al departamento donde residía, en la comuna de Las Condes.

### Fallecimiento
Falleció a los 94 años, el 3 de octubre de 2021, y sus exequias fueron realizadas al día siguiente, siendo sepultado en la cripta arzobispal de la Catedral Metropolitana de Santiago.

## Obras
Ha publicado varias obras, algunas de las cuales han sido traducidas a otras lenguas.
- En las manos del Padre. Zig - Zag. 1993. ISBN 978-956-12-0799-8.
- Jorge Medina Estévez; Joaquín García-Huidobro Correa (1997). Y los creó varón y mujer. Escritos sobre el matrimonio y la familia. Pontificia Universidad Católica de Chile. ISBN 978-956-14-0460-1.
- Este es el Sacramento de la Fe. La Fe y la Eucaristía en la Iglesia Católica. Pontificia Universidad Católica de Chile. 1999. ISBN 978-956-14-0537-0.
- El beato Juan Diego. Editorial Nueva Patris. 1992. ISBN 978-956-246-092-7.
- La esperanza cristiana de la Resurrección. Pía Sociedad de San Pablo. 1992. ISBN 978-956-256-067-2.
- Seis catequesis para tiempos de nueva evangelización. Pía Sociedad de San Pablo. 1993. ISBN 978-956-256-112-9.
- La Confirmación (3 edición). Pía Sociedad de San Pablo. 1994. ISBN 978-956-256-154-9.
- ¿Te vas a confesar? (8 edición). Pía Sociedad de San Pablo. 1994. ISBN 978-956-256-184-6.
- Señor, ¿quién eres tú?. Pía Sociedad de San Pablo. 1995. ISBN 978-956-256-192-1.
- La vida eterna. Paulinas Centro Pastoral de Comunicación. 2009. ISBN 978-956-290-124-6.
- Anotaciones de metafísica. Estudios sobre Aristóteles y Tomás de Aquino. Universidad Santo Tomás. 2005. ISBN 978-956-7946-06-8.

## Críticas
Durante años han sido muy cuestionadas sus opiniones conservadoras, referentes a distintos ámbitos de la vida pública y privada en Chile.

### Apoyo a Pinochet
Durante la dictadura militar apoyó el régimen de Augusto Pinochet.
En agosto de 1990, Medina, quien fuera en aquel entonces obispo de Rancagua y, más tarde, obispo de Valparaíso, y un vehemente adversario de la teología de la liberación manifestó:

La democracia no significa automáticamente que Dios quiera llevarla a la práctica.
Cardenal Medina

Cuando Pinochet fue arrestado en Londres, en 1998 y a pedido de jueces españoles, la Santa Sede, mediante las gestiones de Medina y la Iglesia en Chile, desaprobó la eventual extradición de Pinochet a España, y solicitó al gobierno británico que le dejara volver a su patria, ya que esta acción constituiría un agravio a la institucionalidad del país.

### Teología moral conservadora
Medina, desde su época de obispo en Chile, ha expresado en los medios de prensa opiniones morales conservadoras:
En 1992, al considerar satánicos los mensajes del grupo de heavy metal Iron Maiden, le solicitó al Subsecretario del Interior de aquel entonces, Belisario Velasco, que les prohibiera la entrada a Chile por considerarlos un grupo que ponía en riesgo la moralidad de la sociedad y juventud chilena, lo que en la práctica no sucedió, por lo que debió recurrir a los dueños del local en donde se presentaría la banda de heavy metal para que impidieran el concierto.[cita requerida]
No sólo Iron Maiden fue afectado por las declaraciones de Medina, sino también la cantante Madonna, quien visitó Chile en diciembre de 2008, a quien acusó públicamente de «despertar la lujuria» y «provocar una suciedad en nuestro corazón». Sin embargo, Madonna corrió mejor suerte y sí pudo presentarse en Chile.
Son conocidas sus alusiones a los temas de moral sexual y familiar bajo posturas conservadoras. Entre algunos ejemplos, está su arremetida contra las JOCAS (Jornadas de Conversación sobre Afectividad y Sexualidad) que propuso el gobierno de Eduardo Frei Ruiz-Tagle, cuando era arzobispo-obispo de Valparaíso. Años después, en 2001, siendo ya cardenal prefecto del Culto Divino, correspondió la visita del presidente Ricardo Lagos Escobar a Juan Pablo II, ante lo cual, Medina señaló ante la prensa que consideraba «una locura autorizar a un católico a sufragar por quien piensa lo contrario a sus creencias. Estaríamos en un mundo de esquizofrénicos».

### Caso Karadima
Refiriéndose al caso de 2011, en que el sacerdote Fernando Karadima fue condenado por la Santa Sede por abusos sexuales, Medina hizo controvertidas declaraciones, enfatizando la diferencia entre un niño y un adolescente, y argumentando así que el abuso contra ciertos menores de edad no deberían considerarse casos de pedofilia sino de homosexualidad, que no es delito para la justicia civil, pero si para la canónica, argumentando que el abuso de un niño de 8 o 9 años es mucho peor dado que un adolescente es consciente de la naturaleza homosexual del acto.

Ahora, menor es alguien que no haya cumplido 18 años. Sin embargo, y con el debido respeto a las leyes de mi país, es muy distinto un niño de ocho años o nueve años que uno de 17. Un muchacho de 17 años sabe lo que hace.
Jorge Medina Estévez

### Sobre la homosexualidad
Jorge Medina ha realizado en diversas ocasiones controversiales comentarios respecto a las tendencias homosexuales. En una entrevista a Radio Biobío, por ejemplo, aseveró:

una persona con tendencia homosexual debe evitar el contacto con otras personas homosexuales.
Cardenal Medina

En la misma entrevista asevera que la tendencia homosexual en sí no es pecaminosa, pero sí lo es la práctica homosexual, en perfecta concordancia con lo que enseña el Catecismo de la Iglesia Católica y todos los documentos de la Iglesia al respecto.

### Controversias respecto al nuevo ritual del exorcismo
En 1999, Jorge Medina publicó el nuevo Ritual de Exorcismo, que había sido preparado en su mayor parte por su antecesor como Prefecto de la Congregación para el Culto Divino, el cardenal Eduardo Martínez Somalo. Sin embargo, el padre Gabriele Amorth, exorcista de la Diócesis de Roma, señaló en 2004 que el nuevo Ritual era «una farsa» pues exigía «tener pruebas médicas de que no se padece otro mal en el afectado y se debe tener la certeza de que está endemoniado, cuando la única manera para saber aquello es practicando el exorcismo», y que «la fórmula nueva creada para revertir los maleficios es inoperante».
Hubo un intento de salvar este escollo cuando el cardenal Joseph Ratzinger (más tarde electo papa con el nombre de Benedicto XVI) autorizó a los exorcistas, bajo un indulto concedido a petición de los mismos, la utilización del ritual de 1614 si lo deseaban. Pero este intento de los Cardenales no tuvo éxito. Finalmente, el cardenal Medina optó por proporcionar una notificación por separado que expresaba que si un exorcista, por medio del obispo, pedía autorización para usar el ritual antiguo, la congregación gustosamente se la daría, lo que fue calificado y agradecido como "tabla de salvación" por el padre Amorth.